# Siegfried Powolny
Siegfried Powolny, avstrijski rokometaš, * 20. september 1915, † 19. julij 1944.
Leta 1936 je na poletnih olimpijskih igrah v Berlinu v sestavi avstrijske rokometne reprezentance osvojil srebrno olimpijsko medaljo.